# Jean Bourlès
Jean Bourlès   (Pleyber-Christ, 17 d'agost de 1930 - Plougonven, 30 de març de 2021) va ser un ciclista francès que fou professional entre 1954 i 1965, anys en els quals aconseguí 78 victòries. En el seu palmarès destaca la 16a etapa del Tour de França de 1957 entre Barcelona i Acs, marcada per la tràgica mort del periodista Alex Virot. Un cop acabada aquesta etapa continuà corrent, com a aficionat, fins al 1968, aconseguint 17 victòries en aquest període.

## Palmarès
- 1954
  - Vencedor d'una etapa al Tour de l'Oest
- 1957
  - Vencedor d'una etapa al Tour de França
  - Vencedor d'una etapa al Tour de Normandia
- 1963
  - 1r al Circuit de Finisterre
  - 1r de la mig-agost Bretona
- 1964
  - 1r al Circuit de les Argelagues Verdes a Maël-Pestivien
  - 1r al GP Ouest France-Plouay
- 1965
  - Vencedor d'una etapa al Circuit de la Sarthe

### Resultats al Tour de França
- 1957. 36è de la classificació general i vencedor d'una etapa
- 1958. Abandona (21a etapa)